# Andersson Nunatak
Andersson Nunatak är en nunatak i Antarktis. Den ligger i Västantarktis. Argentina, Chile och Storbritannien gör anspråk på området. Toppen på Andersson Nunatak är 1 meter över havet.
Terrängen runt Andersson Nunatak är kuperad västerut, men åt sydost är den platt. Havet är nära Andersson åt nordost. Trakten är glest befolkad. Närmaste befolkade plats är Esperanza Base, 2,9 km söder om Andersson.